# گلر محمدتقی
گلر محمدتقی یک روستا در ایران است که در دهستان مشگین شرقی واقع شده‌است. گلر محمدتقی ۱۱۸ نفر جمعیت دارد.
این روستا با روستاهای بیجق، علی محمدلو، آقدرق و باریس همجوار است مردم این روستا بیشتر به باغ داری مشغول هستند و باغ های شلیل و سیب بشترین محصولات آن به حساب می آیند و تازگی به احداث باغ انگور و گلابی نیز روی آورده اند. اهالی این روستا از طایفه ایواتلو هستند. از اندیشمندان روستا به آقای دکتر حبیب اله نجفی ودکتر جبرائیل نجفی دکتر بهنام محمدی و دکتر سلمان ولی زاده و دکتر قاسم پورایمان میتوان اشاره کرد. شرکت تعاونی کشت و دام مین آغاج سبلان و شركت كشت و صنعت گللر در این روستا آغاز به کار کرده است. این روستا دارای دهیاری بوده و دهیار آن مهندس رضا نجفی ایواتلو می باشد.